# Antoni Panasiuk

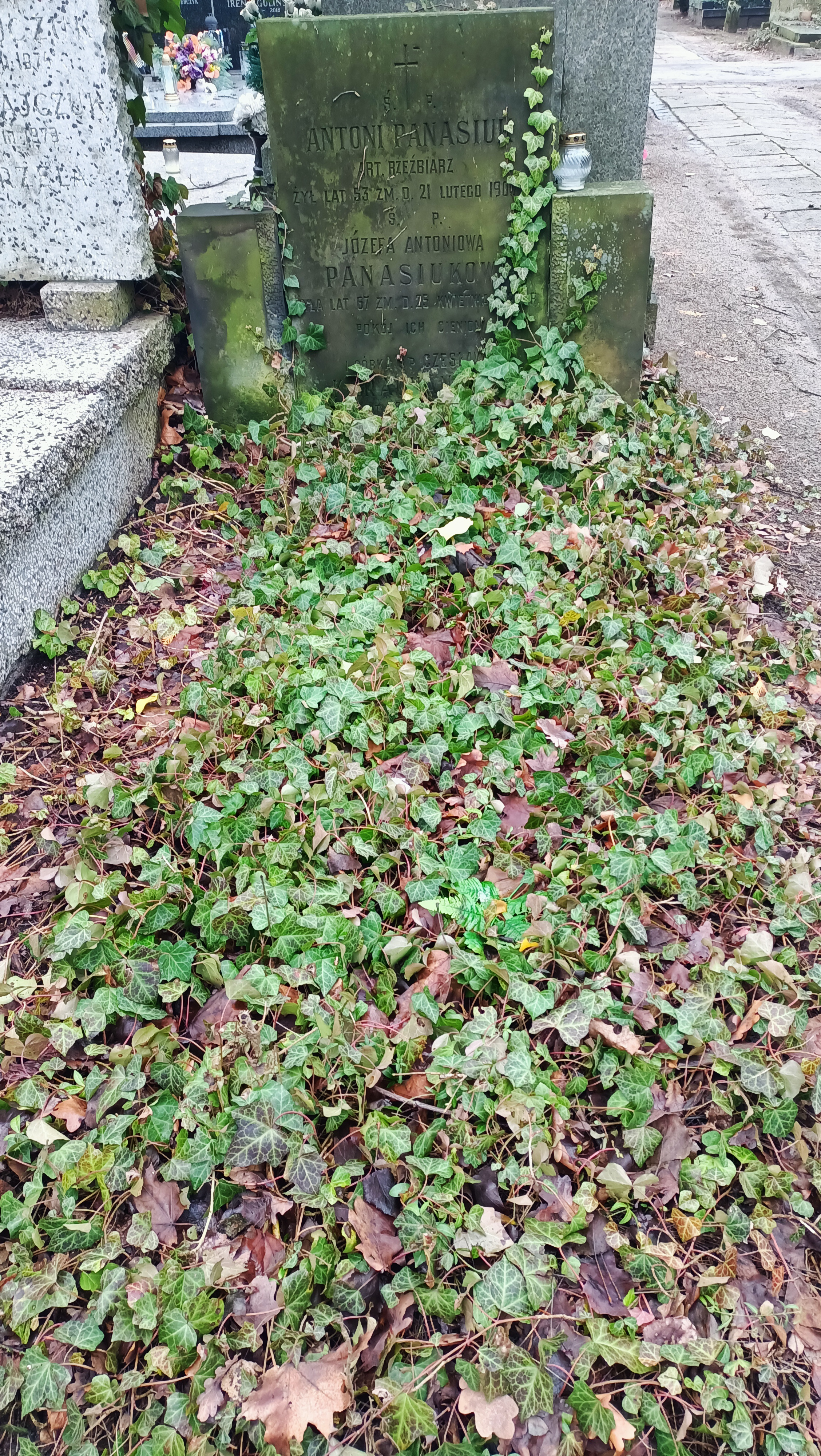
Grób Antoniego Panasiuka na Cmentarzu Powązkowskim w Warszawie

Antoni Panasiuk (ur. 1852 w guberni siedleckiej, zm. 21 lutego 1905 w Warszawie) – polski rzeźbiarz i snycerz, twórca sztuki sakralnej.

## Życiorys
Posiadał pracownię snycerską w Warszawie, do jego uczniów w latach 1895–1896 należał Bolesław Biegas. Rzeźbił w drewnie, tworząc gliniane modele swoich prac. Od 1878 tworzył wyłącznie rzeźby religijne. Był związany z pośredniczącym w przyjmowaniu zamówień, Salonem Spółki Artystycznej w Warszawie. Rzeźbił głównie krucyfiksy, ołtarze oraz stacje drogi krzyżowej. Swoje prace wystawiał w Towarzystwie Zachęty Sztuk Pięknych w Warszawie (1887, 1893), warszawskim Salonie Artystycznym (1894, 1898, 1903, 1905).
Został pochowany na Cmentarzu Powązkowskim w Warszawie (kwatera: 276, rząd: 4, miejsce: 30).

## Realizacje
- 1886: Kościół Świętych Apostołów Piotra i Pawła w Warszawie – trzy krucyfiksy i ołtarz główny,
- 1889: Kościół Trójcy Przenajświętszej w Chorzelach – czternaście stacji drogi krzyżowej[1],
- 1890: Kościół świętego Bartłomieja w Andrzejewie – głowy świętych Piotra i Pawła w ołtarzu głównym oraz Ukrzyżowanie, Matka Boska i św. Jan w ołtarzu bocznym[1],
- 1890:Kościół Podwyższenia Krzyża Świętego w Zwoleniu – krucyfiks,
- 1891: Kościół Matki Boskiej Szkaplerznej w Pokrzywnicy – krucyfiks[1],
- 1891:Goworowo (powiat ostrołęcki) (gubernia Łomżyńska) – czternaście stacji drogi krzyżowej,
- 1893: Kościół św. Karola Boromeusza w Warszawie – czternaście stacji drogi krzyżowej[5],
- 1894: kaplica domowa hr. Tyszkiewiczów w Połądze – rzeźby: Chrystus na krzyżu, ze stojącą obok niego Najświętszą Marią Panną Bolesną, św. Jan Ewangelista, relief wypukły przedstawiający znalezienie św. Krzyża przez św. Helenę[1],
- 1895: Kościół Wniebowzięcia Najświętszej Maryi Panny w Łodzi – rzeźby przedstawiające: Wniebowzięcie Najświętszej Maryi Panny w otoczeniu aniołów i innych postaci, osiem rzeźb przedstawiających tajemnice różańca oraz 10 figur świętych[5], inspirowany krakowskim ołtarzem Wita Stwosza[1],
- 1897: Kościół św. Antoniego z Padwy w Warszawie – stacja VII i VIII drogi krzyżowej (zniszczone)[1],
- 1900: kościół parafialny w Radzyminie – rzeźby św. Antoniego i Franciszka w ołtarzu[4].